# Gnophos lusitanica
Gnophos lusitanica är en fjärilsart som beskrevs av Mendes 1903. Gnophos lusitanica ingår i släktet Gnophos och familjen mätare. Inga underarter finns listade i Catalogue of Life.